# Rak 66
Rak 66 – samochód Formuły 3, zaprojektowany i skonstruowany przez Jerzego Jankowskiego pod marką Rak. Samochód był napędzany przez silnik Wartburg i uczestniczył w Wyścigowych Samochodowych Mistrzostwach Polski w roku 1966.

## Historia
Model 66 był zmodernizowaną wersją poprzednika. Na wszystkich kołach zastosowano hamulce tarczowe, a co za tym idzie – obręcze kół, które wykonano ze stopu aluminium i magnezu. Zmniejszyło to ich masę. Użyto opon wyścigowych Dunlop. Nie zmieniono w znacznym stopniu nadwozia i podwozia.
Kierowcami Raka 66 byli m.in. Władysław Szulczewski, Zbigniew Sucharda i Longin Bielak. Samochód zadebiutował podczas rundy w Radomiu w 1966 roku. Wiadomo, że uczestniczył w mistrzostwach Polski jeszcze w 1976 roku.
Zbudowano trzy egzemplarze modelu.